# Mictochroa rhodostrota
Mictochroa rhodostrota är en fjärilsart som beskrevs av Paul Dognin 1914. Mictochroa rhodostrota ingår i släktet Mictochroa och familjen nattflyn. Inga underarter finns listade i Catalogue of Life.